# 167 Urda
167 Urda (mednarodno ime je tudi 167 Urda) je asteroid tipa S v glavnem asteroidnem pasu. 

## Odkritje
Asteroid je odkril nemško-ameriški astronom Christian Heinrich Friedrich Peters 28. avgusta 1876 .
Poimenovan je po Urdu iz nordijske mitologije.

## Lastnosti
Asteroid Urda obkroži Sonce v 4,82 letih. Njegova tirnica ima izsrednost 0,034, nagnjena pa je za 2,210° proti ekliptiki. Njegov premer je 39,94 km, okoli svoje osi pa se zavrti v 13,07 h .